# Nacionalcomunismo

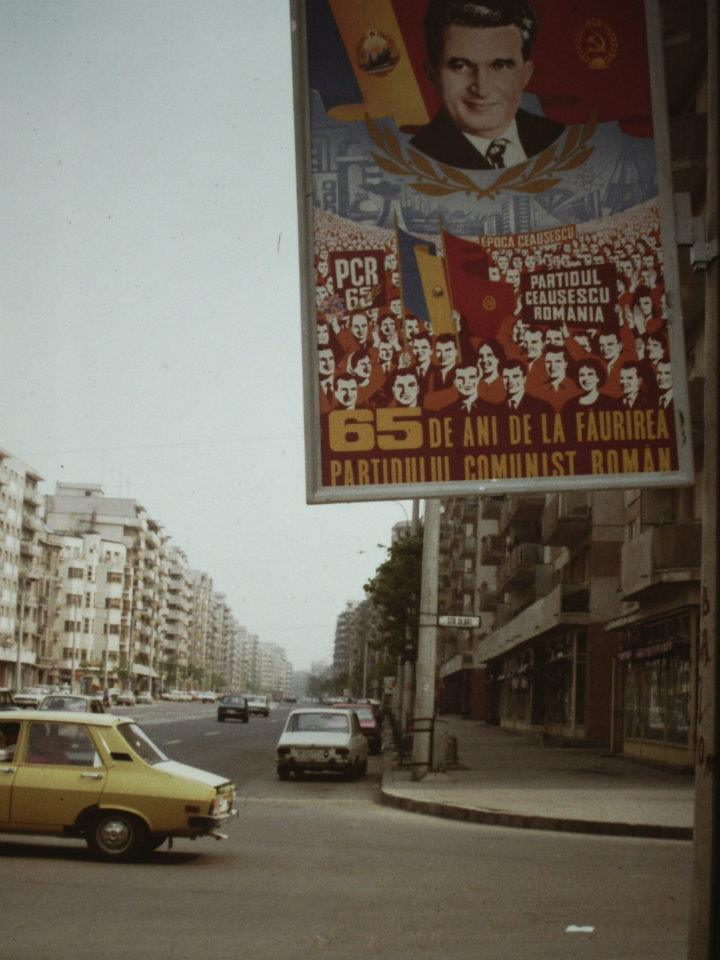
Propaganda de 1986 en Bucarest a favor de Nicolae Ceaușescu en la República Socialista de Rumania. En la pancarta hacen hincapié en los símbolos comunistas a la derecha, pero también en los nacionales rumanos a la izquierda.

El nacionalcomunismo o también denominado nacionalmarxismo se refiere a las diversas formas en las que el marxismo-leninismo ha sido adoptado y/o implementado por líderes en diferentes países utilizando aspectos del nacionalismo o identidad nacional para formar una política socialista patriótica independiente de un comunismo cosmopolita. Estrictamente hablando, se denomina como «nacionalcomunismo» a cualesquiera variantes del nacionalismo que se opongan radicalmente a la propiedad privada de los medios de producción y pretendan mediante la doctrina marxista, por ende, abolirla y reemplazarla por la propiedad común de los medios de producción
Estas prácticas anticapitalistas del nacionalismo contrastan notablemente con las del nacionalismo fascista, que si bien usa a menudo una fraseología socialista, es en la práctica capitalista de estado, ya que no acaba con la propiedad privada de los medios de producción y ni siquiera pretende hacerlo a largo plazo, sino que de hecho defiende la perpetración de esta bajo el paraguas de que «en el fascismo, al estar la propiedad privada intervenida por el estado, esta contribuye al desarrollo de la nación» y contrastan aún más con las del nacionalismo liberal, que venera a la nación, pero que defiende que el estado no debería regular el sector privado «para que este tenga un mejor funcionamiento y que, por ende, la economía nacional tenga mejores resultados, favoreciendo así el desarrollo nacional», defendiendo los nacionalistas liberales, por tanto, la denominada «teoría del derrame».
Los nacionalcomunistas no están de acuerdo con estos enfoques capitalistas del nacionalismo y consideran que la existencia de la propiedad privada de los medios de producción (y por ende, del capitalismo) no favorece el desarrollo nacional, sino que lo obstaculiza, ya que causa injusticia social y favorece solo los intereses del capital y que, por tanto, la propiedad privada de los medios de producción debe ser abolida y reemplazada por la propiedad social de los medios de producción para que así haya una justicia social verdadera, haciendo así realidad el lema comunista «De cada cual según sus capacidades, a cada cual según sus necesidades», habiendo así «un desarrollo nacional pleno» según los nacionalcomunistas. Para los nacionalcomunistas, no puede haber un verdadero desarrollo de la nación sin acabar con las injusticias sociales inherentes al modo de producción capitalista.
El nacionalcomunismo se ha utilizado para describir movimientos y regímenes que han buscado formar una variante del comunismo distintivamente única basada en las condiciones nacionales en lugar de seguir las políticas establecidas por otros Estados comunistas, como la Unión Soviética. En cada Estado soberano, imperio o colonia, la relación entre clase y nación tenía sus propias particularidades. Los comunistas ucranianos Vasil Shakhrai y Mazlakh y luego el musulmán Mirza Sultán Galiev consideraron los intereses de la Rusia bolchevique en desacuerdo con los de sus países. Los regímenes comunistas que han intentado aplicar políticas exteriores e internas independientes que entraban en conflicto con los intereses de la Unión Soviética se han descrito como ejemplos de «nacionalcomunistas». Sin embargo, esta forma de comunismo nacional difiere de los regímenes/movimientos comunistas que abrazan la retórica del nacionalismo de izquierda. Los ejemplos incluyen a Josip Broz Tito y su dirección independiente que alejó a Yugoslavia de la Unión Soviética, el comunismo libertario antisoviético de Imre Nagy en la República Popular Húngara, el socialismo con rostro humano de Alexander Dubček en la República Socialista Checoslovaca y el comunismo gulash de János Kádár también en la Hungría socialista.
Los regímenes comunistas que han tratado de seguir su propia variante del comunismo combinando los ideales comunistas o socialistas con el nacionalismo han sido descritos como «nacionalcomunistas o comunistas nacionales». Estos incluyen a la República Socialista de Rumania de Nicolae Ceaușescu, la Kampuchea Democrática de Pol Pot y actualmente a la República Popular Democrática de Corea (Corea del Norte) bajo la ideología estatal del juche de la dinastía Kim.
La doctrina comunista, como lo imaginaron Karl Marx y Friedrich Engels, estaba destinada a ser muy internacionalista, ya que se esperaba que el internacionalismo proletario colocara el conflicto de clases muy por delante del nacionalismo como una prioridad para la clase trabajadora. El nacionalismo fue visto como una herramienta que utilizaba la burguesía para dividir y gobernar al proletariado. Mientras que la influencia del comunismo internacional fue muy fuerte desde finales del siglo XIX hasta la década de 1920, las décadas posteriores, comenzando con el socialismo en un solo país de Iósif Stalin en contraposición del leninismo y progresando hacia la Guerra Fría y el Movimiento de Países No Alineados, hicieron del nacionalcomunismo una realidad política más amplia.

## El manifiesto comunista de 1848
Durante la década de 1840, la palabra «comunista» se generalizó para describir a aquellos que aclamaban al ala izquierda de los jacobinos de la Revolución Francesa como sus antepasados ideológicos. En 1847, se fundó la Liga de los Comunistas en Londres (Reino Unido). La Liga pidió a Karl Marx y Friedrich Engels que redactaran el Manifiesto del Partido Comunista, que fue adoptado por la liga y publicado en 1848. El Manifiesto Comunista incluía varias opiniones sobre el papel de la nación en la implementación del manifiesto. El preámbulo señala que El Manifiesto Comunista surgió de europeos de varias naciones que se reunieron en Londres para publicar sus puntos de vista, objetivos y tendencias compartidos. El capítulo uno luego analiza cómo el ascenso de la burguesía ha llevado a la globalización y al lugar de los problemas nacionales:

En lugar de las viejas necesidades, satisfechas por la producción del país, encontramos nuevas necesidades, que requieren para su satisfacción los productos de tierras y climas lejanos. En lugar del antiguo aislamiento y autosuficiencia locales y nacionales, tenemos relaciones en todas direcciones, interdependencia universal de las naciones.

Así como ha hecho que el país dependa de las ciudades, ha hecho que los países bárbaros y semibárbaros dependan de los civilizados, las naciones de campesinos de las naciones burguesas, el Este de Occidente. [...] Aunque no en el fondo, pero en la forma, la lucha del proletariado con la burguesía es al principio una lucha nacional. El proletariado de cada país debe, por supuesto, en primer lugar arreglar los asuntos con su propia burguesía.

Maxime Rodinson lo sintetiza en su obra El marxismo y el mundo musulmán de la siguiente manera:

El marxismo ortodoxo, por una vez fiel al mismo Marx, postula que un Estado socialista no puede ser imperialista. Pero no se proporciona ninguna prueba para apoyar esta tesis.

Según Roman Rozdolsky expresa que «Cuando el Manifiesto dice que los trabajadores 'no tienen patria', esto se refiere al estado nacional burgués, no a la nacionalidad en el sentido étnico. Los trabajadores 'no tienen patria' porque según Marx y Engels, ellos deben considerar al Estado nacional burgués como una maquinaria para su opresión y, una vez que hayan alcanzado el poder, tampoco tendrán ningún país en el sentido político, en la medida en que los Estados nacionales socialistas separados serán solo una etapa de transición en el camino a la sociedad sin clases y sin Estado del futuro, ya que la construcción de tal sociedad posiblemente sea sólo a escala internacional».

## Uso posterior

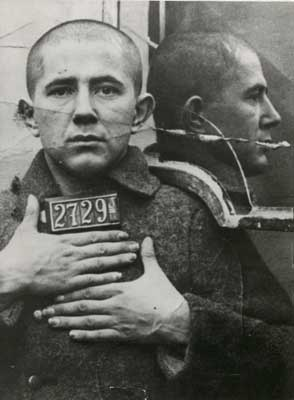
Milovan Đilas, pensador marxista serbio que utilizó el término «nacionalcomunismo», fue encarcelado por el régimen de la República Federal Popular de Yugoslavia ante las críticas contra la influencia soviética y la burocracia yugoslava.

El líder partisano Milovan Đilas popularizó el término «nacionalcomunismo» en su New Class (1957): «Ninguna forma de comunismo [...] existe de otra manera que como nacionalcomunismo. Para mantenerse, debe convertirse en nacional». Unos años antes, el excomunista bengalí Manabendra Roy señaló: «El comunismo en Asia es esencialmente un nacionalismo pintado de rojo». El comunista de izquierda neerlandés Anton Pannekoek y los monárquicos rusos Nicholas Ustrialov y Vasilii Shulgin señalaron en 1920 que los rusos primero «nacionalizaron» el comunismo. Por lo tanto, llamaron la atención sobre hasta qué punto los bolcheviques se diferenciaban de todos los demás partidos socialdemócratas europeos en términos de estructura e ideología y sobre el hecho de que el Partido Bolchevique de Vladimir Lenin (formado a partir del ala izquierda del Partido Obrero Socialdemócrata de Rusia) puede considerarse el primer partido nacionalcomunista. En marzo de 1918, Lenin rebautizó a su partido como Partido Comunista de la Unión Soviética. El nacionalcomunismo también se refiere a las corrientes comunistas no rusas que surgieron en el destrozado Imperio ruso después de que Lenin tomara el poder en octubre de 1917 y a los diversos regímenes comunistas que surgieron después de 1945 en otras partes del mundo.
A raíz de sus homólogos rusos, los socialistas en Ucrania y las zonas musulmanas del Imperio Ruso también desarrollaron distintas variantes del comunismo que continuaron en la Unión Soviética hasta 1928. Las variantes ucraniana y musulmana diferían entre sí en dos puntos en especial. Los musulmanes creían que el destino de la revolución mundial dependía de los acontecimientos en Asia y no en Europa. También argumentaron que las alianzas con la burguesía nacional eran necesarias para la duración de la lucha de liberación. Las divisiones de clases debían ser ignoradas, de lo contrario la burguesía nacional se alejaría de la liberación nacional, se aliaría con sus contrapartes imperiales y así garantizaría el colapso final de cualquier lucha revolucionaria y liberación nacional. En su variante musulmana, fue una síntesis de nacionalismo, comunismo y anarquismo, así como religión. Los comunistas musulmanes incluían a personas de grupos anteriores a la Revolución Rusa, que se unieron al Partido Bolchevique Ruso entre 1917 y 1920, algunos de los cuales fueron más tarde Narkomnats bajo el Comisario del Pueblo Iósif Stalin.
El término «nacionalcomunismo» fue adoptado por un pequeño número de fascistas franceses como el político Pierre Clémenti. El Partido Nacionalcomunista Francés existió entre 1934-1944 y adoptó una plataforma «nacionalcomunista» que se destaca por sus similitudes con el fascismo y popularizó el antisemitismo racial. El grupo también se destacó por su agitación en apoyo del nacionalismo paneuropeo y el rattaquismo, manteniendo contactos tanto con el Partido nazi de Alemania como con el Partido Socialista de Bélgica. Más tarde, el partido eliminaría el término «nacionalcomunista» de su nombre, y se denominaría «Partido Nacionalcolectivista Francés».
El Partido Murba fue un partido político indonesio que se proclamó nacionalcomunista. El historiador Herbert Feith calificó el perfil del partido como 'nacionalismo extremo y radicalismo social mesiánico (cuya diferencias sólo fue moderada levemente por la teoría marxista-leninista a la que pretendía), era una ciudadela del «oposicionismo», la política de negarse a reconocer las dificultades prácticas de los gobiernos».

## Ucrania
En 1918, el libro Do Khvyli (traducido al inglés como On The Current Situation in the Ukraine, P. Potichnyj ed. [1970]), escrito por los comunistas ucranianos Serhii Mazlakh y Vasyl 'Shakhrai, desafió lo que ellos vieron como la dominación rusa sobre Ucrania bajo el dominio bolchevique. Los precursores de los comunistas ucranianos, los socialdemócratas de izquierda ucranianos en marzo de 1919 intentaron dirigir el levantamiento masivo antibolchevique que comenzó entonces en Ucrania, pero no lograron ganar el control de un territorio considerable. Su principal fuerza militar bajo Danylo Zeleny fue derrotada en julio de 1919. Ante la exitosa ofensiva de Anton Denikin, decidieron detener la actividad militar y aliarse con los bolcheviques como el mal menor. En enero de 1920, formaron el Partido Comunista de la República Socialista Soviética de Ucrania, que reconoció el gobierno comunista ruso sobre la Ucrania soviética, pero criticó la centralización administrativa, cultural, política, partidista y económica de los bolcheviques. En una carta enviada a la Tercera Internacional ese año, ampliaron el análisis de Shakhrai y Mazlakh.

## Islam posimperial

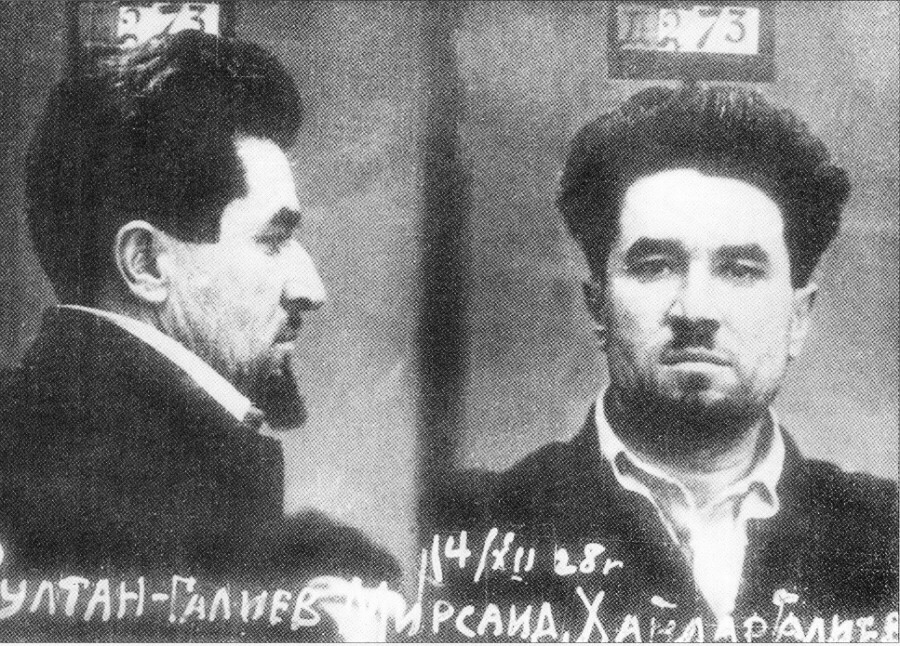
Mirza Sultán Galiev capturado durante la Gran Purga.

El conflicto abierto entre destacados teóricos musulmanes como Mirza Sultán Galiev, Lenin y Stalin estalló en 1919 en el Segundo Congreso de la Internacional Comunista sobre la autonomía del Partido Comunista Musulmán, así como en el Congreso de los Pueblos del Este y la Primera Conferencia de los comunistas de los pueblos túrquicos de la Rusia soviética y significativamente en el Décimo Congreso del Partido Bolchevique (abril de 1921). La crisis resultó en la purga del Partido Comunista de Turkestán en diciembre de 1922 y el arresto del Sultán Galiev en 1923. Galiev fue el primer miembro del Partido Bolchevique arrestado por Stalin. La causa inmediata de su arresto fueron sus comentarios sobre las resoluciones del 12.º Congreso sobre concesiones a no rusos. Stalin se enfureció porque Galiev rechazó su yuxtaposición de «chovinismo de gran potencia» con «nacionalismo local». La reacción al chovinismo de las grandes potencias, explicó Galiev, no fue «nacionalismo» y fue simplemente una reacción al chovinismo de las grandes potencias. Nueve días después, fue arrestado.
Durante este tiempo, Soltanğäliev, Turar Ryskulov, Nariman Narimanov y Ahmet Baytursunov fueron muy influyentes, especialmente a través de la Universidad Comunista del Este, que abrió en 1921 y estuvo muy activa hasta que su personal fue purgado en 1924. Comunistas de fuera de la Unión Soviética como Manabendra Nath Roy, Henk Sneevliet y Sultan Zade también enseñaron allí, formulando posiciones políticas similares. Los estudiantes de la universidad incluyeron a Sen Katayama, Tan Malaka, Liu Shaoqi y Ho Chi Minh.
La gran purga en las repúblicas musulmanas comenzó en 1928 con las ejecuciones de Veli Ibrahimov del Partido Comunista Tártaro y Milli Firka, seguidos por los líderes de Hummet, el Partido Comunista Tártaro e incluso la Unión Tártaro de los Sin Dios. También sucedió en Azerbaiyán, Kazajistán y los Jóvenes Bujarianos.

## Rumania

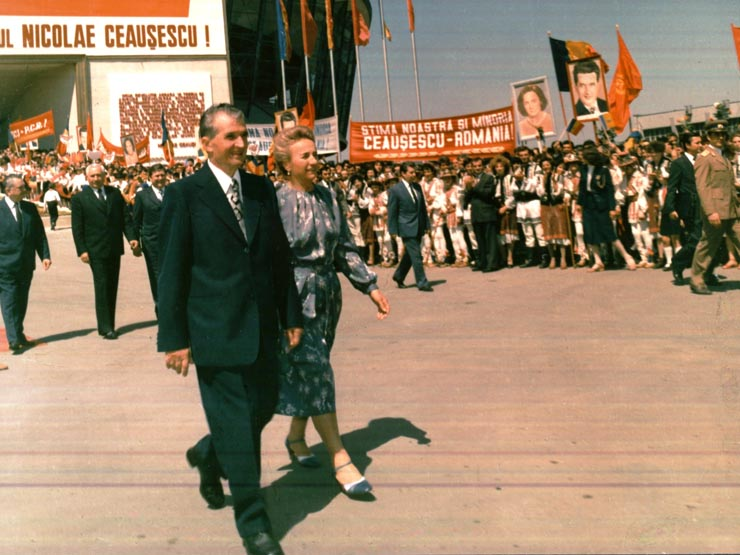
Culto a la personalidad de Nicolae Ceaușescu.

Aunque el término «nacionalcomunismo» nunca fue utilizado oficialmente por el Partido Comunista Rumano, se ha utilizado para describir la ideología de la República Socialista de Rumanía entre principios de la década de 1960 y 1989. Gheorghe Gheorghiu-Dej originalmente desarrolló un énfasis en el nacionalismo rumano cuando intentó para perseguir una política interior y exterior más autónoma e independiente de la Unión Soviética. Esto culminó en 1964 cuando Gheorghiu-Dej anunció una «declaración de independencia», abandonando el internacionalismo comunista. El sucesor de Gheorghiu-Dej, Nicolae Ceaușescu, desarrolló esto aún más combinando los principios marxista-leninistas y las doctrinas del nacionalismo de extrema derecha. En 1971, Ceaușescu a través de su manifiesto Tesis de julio, declaró una revolución cultural nacional. El nacional comunismo en Rumania se construyó alrededor del culto a la personalidad de Nicolae Ceaușescu y la idealización de la historia rumana, también conocida como protocronismo. El argumento principal del principio fue la lucha unánime e interminable a lo largo de dos mil años para lograr la unidad y la independencia.
Parte del comunismo nacional rumano fue la rehabilitación de personajes históricos rumanos que habían sido previamente denunciados por el régimen prosoviético de la República Popular de Rumanía. Los ejemplos incluyen al historiador nacionalista Nicolae Iorga e incluso al fascista Ion Antonescu. Estas figuras fueron consideradas patriotas rumanos, a pesar de sus fuertes opiniones anticomunistas.

## Comunitarianismo nacionaleuropeo

Jean Thiriart, Adolf von Thadden, Oswald Mosley y Giovanni Lanfre (de izquierda a derecha) en 1962.

A partir de 1960, la doctrina del Communutarisme national-européen (comunitarianismo nacionaleuropeo), cuyo carácter socialista se afirmó desde el principio, evolucionó gradualmente hacia posiciones nacionalcomunistas. Si en los primeros años del movimiento había una derecha considerable y fuertemente anticomunista, la perspectiva del movimiento evolucionó de manera que, en la década de 1980, comenzó a tener características euro-soviéticas, es decir, comenzó a defender la creación de un espacio europeo que se extendería desde Dublín hasta Vladivostok en oposición a la hegemonía norteamericana.
En 1964, en el ámbito de la organización Jeune Europe, liderada por Jean Thiriart, se produjo una escisión que resultó en la eliminación del sector más fuertemente anticomunista y, de esta forma, la organización comenzó a adoptar un antiamericanismo radical y tesis propias del nacionalcomunismo. En 1965, definió el comunismo como «un socialismo nacionaleuropeo» y agregó que «en medio siglo, el comunismo conducirá, nos guste o no, al comunitarismo».
En el verano de 1966, Thiriart viajó a Rumania y Yugoslavia, donde sostuvo encuentros con líderes de aquellos países que estaban construyendo modelos de comunismo con características nacionales de manera más independiente, con mayor autonomía en relación con el Partido Comunista de la Unión Soviética (PCUS) y el imperialismo soviético.
En agosto de 1966, la revista diplomática oficial del gobierno yugoslavo Medunarodna Politika publicó un extenso artículo de Thiriart, traducido al serbocroata bajo el título de Evropa od bresta do buquresta.
A partir de 1969, Jean Thiriart suspendió sus actividades políticas durante más de 10 años, lo que resultó en la disolución de la Jeune Europe.
A partir de la década de 1980, el nacionalbolchevismo encontró una nueva expresión política en Europa a través del Parti Communautaire National-européen (Partido Comunitario Nacionaleuropeo - PCNE). Thiriart entendió el «comunitarismo» como una doctrina que debía superar al comunismo marxista y no como una doctrina opuesta; esta es una posición típica nacionalbolchevique. En 1984, dijo que el «comunitarismo» sería «un comunismo europeo desmarxizado».
Esta evolución ideológica se reflejará de dos formas muy diferentes. Por un lado, una visión cada vez más prosoviética que, en 1981, se tradujo en la creación de la escuela doctrinal «eurosoviética» y que además produjo un acercamiento entre el PCNE y los regímenes de Europa del Este que evolucionaron hacia el nacionalcomunismo, esencialmente Yugoslavia, dirigida por Josip Broz Tito y Rumania, dirigida por Nicolae Ceaușescu.
Otra organización, que a principios de la década de 1990, defendió la fusión ofensiva entre el nacionalismo revolucionario y el comunismo contra el Nuevo Orden Mundial hegemonizado por los Estados Unidos de América fue la Nouvelle Résistance en Francia.

### Parti Communautaire National-Européen
En junio de 1984, se fundó el «Parti Communautaire National-Européen» (Partido Comunitario Nacionaleuropeo - PCNE). Fue un partido que, desde su fundación, rechazó conscientemente las etiquetas de «derecha» e «izquierda» y expresó una síntesis ideológica que podría calificarse de nacionalcomunista.
El presidente fundador del partido provenía de círculos nacional revolucionarios generalmente clasificados como de extrema derecha, pero su primer secretario general era un exmiembro del Partido Comunista de Bélgica y, a partir de 1963, de la escisión maoísta de esa organización.
Desde su fundación, el PCNE ha adoptado todas las posiciones doctrinales que la «Jeune-Europe» adoptó a partir de 1965 y defendió las tesis comunitarias para una Europa unitaria y comunitaria.
A partir de 1988, el NCP continuó desarrollando su proyecto de síntesis anti-sistema acercándose a la Association Europe-Ecologie pero sin abandonar el nacionalcomunismo.